# Вахиди Аззан (султанат)
Султанат Вахиди Аззан (араб. سلطنة الواحدي في عزان‎) — арабское государство, существовавшее на территории нынешней мухафазы Шабва в Южном Йемене с 1830 года до 4 мая 1881 года. Столица султаната - город Аззан.

## История
До 1830 года существовал Вахидский Султанат Бальхаф (иногда просто Султанат Вахиди) со столицей Хаббан. В 1830 году, после периода правления султана Абдаллаха бин Ахмада аль-Вахиди (1810—1830), единый султанат был поделён между его родственниками на четыре части:
1. Султанат Вахиди Бальхаф
2. Султанат Вахиди Аззан со столицей Аззан
3. Вилайет Вахиди Бир Али Амакин со столицей Бир Али
4. Султанат Вахиди Хаббан.

После этого начался постепенный обратный процесс: уже 4 мая 1881 года, когда во главе Султаната Вахиди Бальхаф стал султан Абдалла Умар, султанаты Вахиди Аззан и Вахиди Бальхаф объединились в одно государство Бальхаф ва Аззан Аль-Вахиди. 

### Под британским управлением

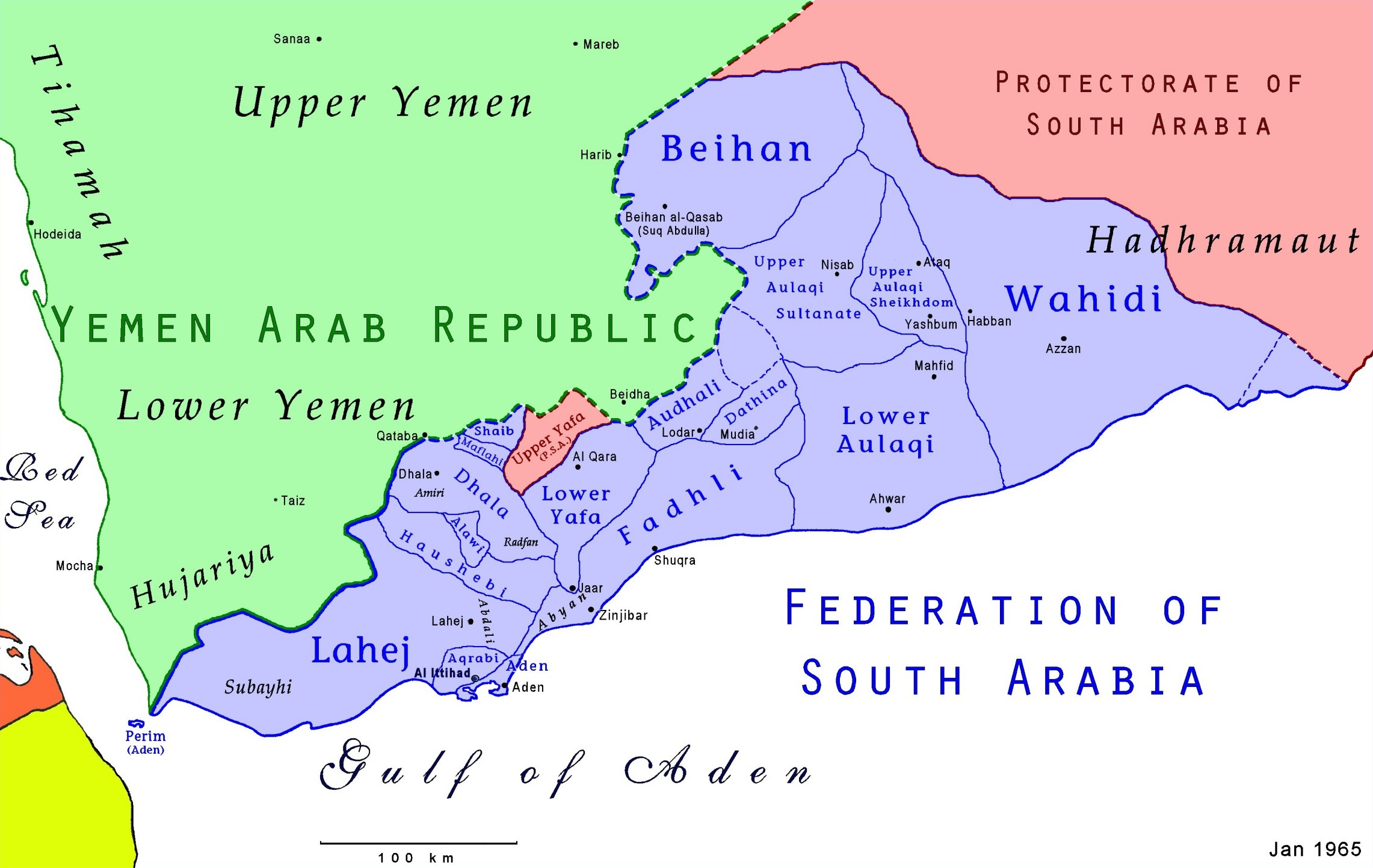
Султанат Вахиди в составе Федерации Южной Аравии

В XIX веке государства Вахиди начинают входить в сферу британских интересов в Южной Аравии. В 1888 году объединённый султанат Бальхаф ва Аззан Аль-Вахиди, подписав с Великобританией договор о защите, вошел в состав британского Протектората Аден до 1917 года.
В 1895 году в состав этого протектората вошел вилайет Вахиди Бир Али Амакин, а в 1888 году — султанат Вахиди Хаббан. 
Султанаты Вахиди был частью Западного Аденского протектората с 1917 по 1937 год, а затем Восточного протектората Аден с1937 по 1961 год.
К 1962 году султану султаната Бальхаф ва Аззан Насир бин Абдаллах аль-Вахиди (1948—1967) удалось объединить под своей верховной властью все государства Вахиди в единый султанат, 23 октября 1962 года объединённое государство приняло историческое название — Султанат Вахиди.
Далее смотри историю Султаната Вахиди.

## Султаны Султаната Вахиди Аззан
- 1830—? (1850) гг. султан Али бин Ахмад аль-Вахиди (англ. Ali ben Ahmad al-Vahidi)
- 1850—1870 гг. султан Мушин бин Али аль-Вахиди (англ. Muhsin ben Ali al-Vahidi)
- 1870—1885 гг. султан Абдаллах бин Умар аль-Вахиди (англ. Abd Allah ben Umar al-Vahidi)
- 15-30 января 1885 г. - 4 мая 1885 г. султан Абдаллах бин Салих аль-Вахиди (англ. Abd Allah ibn Salih al-Vahidi)